# Лакчини (лунный кратер)
Кратер Лакчини (лат. Lacchini) — большой ударный кратер в северном полушарии обратной стороны Луны. Название присвоено в честь итальянского астронома Джованни Лаччини (1884—1967) и утверждено Международным астрономическим союзом в 1935 г. Образование кратера относится к позднеимбрийскому периоду.

## Описание кратера
Ближайшими соседями кратера являются кратер Вегенер на северо-западе; кратер Стефан на севере; кратер Рынин на севере-северо-востоке; кратер Брегг на востоке; кратер Уинлок на юге-юго-востоке и кратер Разумов на западе-юго-западе. Селенографические координаты центра кратера 41°17′ с. ш. 107°50′ з. д. / 41,29° с. ш. 107,83° з. д., диаметр 58,0 км, глубина 2,5 км.
Кратер Лакчини имеет полигональную форму и умеренно разрушен. Вал хорошо очерчен, юго-восточная часть вала спрямлена, внутренний склон террасовидной структуры, у подножия внутреннего склона находятся осыпи пород. Высота вала над окружающей местностью достигает 1190 м, объем кратера составляет приблизительно 2800 км³.   Дно чаши пересеченное, в центре чаши расположен массив центральных пиков с отходящими невысокими хребтами.

## Сателлитные кратеры
Отсутствуют.

## См.также
- Список кратеров на Луне
- Лунный кратер
- Морфологический каталог кратеров Луны
- Планетная номенклатура
- Селенография
- Минералогия Луны
- Геология Луны
- Поздняя тяжёлая бомбардировка